# Wolferton
Wolferton – wieś w Anglii, w hrabstwie Norfolk, w dystrykcie King’s Lynn and West Norfolk. Leży 61 km na zachód od Norwich i 152 km na północ od Londynu.